# Christophe Capelle
Christophe Capelle, född den 15 augusti 1967 i Compiègne, Frankrike, är en fransk tävlingscyklist som tog OS-guld i lagförföljelsen vid olympiska sommarspelen 1996 i Atlanta. 